# 사모아어 위키백과

사모아어 위키백과는 사모아어로 운영되는 위키백과 언어판이다. 2004년에 시작되었다. 기호는 sm이다.